# Lucius Lyon

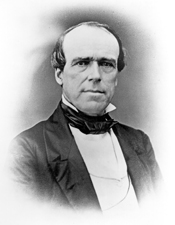
Lucius Lyon

Lucius Lyon (* 26. Februar 1800 in Shelburne, Vermont; † 24. September 1851 in Detroit, Michigan) war ein US-amerikanischer Politiker der Demokratischen Partei, der den Bundesstaat Michigan in beiden Kammern des Kongresses vertrat.

## Leben
Lucius Lyon besuchte die Grundschule und zog im Jahre 1821 nach Bronson im Michigan-Territorium. Er arbeitete dort als Landvermesser. Seine politische Laufbahn begann mit der Wahl in den 23. Kongress, wo er vom 4. März 1833 bis zum 3. März 1835 sein Territorium als nicht stimmberechtigter Delegierter vertrat. In dieser Zeit war er auch Mitglied der verfassunggebenden Versammlung für die Verfassung von Michigan. Mit der Aufnahme Michigans in die Union wurde er als einer der beiden ersten Senatoren seines Staates in den US-Senat gewählt. Er amtierte vom 26. Januar 1837 bis zum 3. März 1839 und stellte sich für eine Wiederwahl nicht mehr zur Verfügung. Noch im gleichen Jahr zog er innerhalb des Staates nach Grand Rapids.
In den Jahren 1837 bis 1839 gehörte er dem Ausschuss der University of Michigan an und war 1839 zum Beauftragten für Angelegenheiten der Indianer in La Pointe, Wisconsin ernannt worden. Vom 4. März 1843 bis zum 3. März 1845 gehörte er dem Repräsentantenhaus des 28. Kongresses als Abgeordneter an, lehnte aber wiederum eine Wiederwahl ab. Durch Präsident James K. Polk wurde er 1845 zum Generalvermesser für die Staaten Ohio, Indiana und Michigan ernannt. Zur Vereinfachung zog er daher von Cincinnati nach Detroit und hatte diese Funktion bis 1850 inne.
Lyon starb am 24. September 1851 in Detroit und wurde auf dem dortigen Elmwood Cemetery begraben.